# Edward Hooper
Edward Hooper (1951) è un giornalista britannico, conosciuto nel mondo anglosassone per il suo libro The River, che affronta il tema dell'origine e dei primi casi di HIV/AIDS e sviluppa la teoria del vaccino orale antipolio sull'origine dell'AIDS (ipotesi OPV/AIDS).
La controversa teoria propone che il progenitore del virus HIV (SIV), responsabile nell'uomo della Sindrome di Immunodeficienza Acquisita, sia stato trasmesso dagli scimpanzé all'uomo attraverso i vaccini antipolio sperimentali testati fra il 1957 e il 1960 nella regione dell'allora Congo Belga e Ruanda-Urundi (attuale Rep. Dem. del Congo, Ruanda e Burundi).

## Ricerche sull'origine dell'AIDS
Dopo la pubblicazione del suo primo libro sull'AIDS, Hooper si dedica alla ricerca sull'origine di questa nuova e inspiegabile epidemia. Hooper inizia ad interessarsi alla teoria del vaccino orale antipolio leggendo l'articolo di Tom Curtis su Rolling Stone del marzo 1992 che ipotizzava che i vaccini orali antipolio testati alla fine degli anni Cinquanta dal Dottor Hilary Koprowski nelle colonie belga, potessero essere contaminati con un virus dell'immunodeficienza delle scimmie (SIV). Nel suo articolo Curtis spiegava che i vaccini antipolio venivano prodotti utilizzando reni di scimmia e che già un altro virus era stato trasmesso dalle scimmie all'uomo attraverso i vaccini antipolio: l'SV40.
Le ricerche di Hooper si sviluppano in diverse direzioni: intervista i maggiori ricercatori nel campo della microbiologia, dell'epidemiologia, della virologia, i testimoni dell'epoca delle colonie, raccoglie migliaia di documenti in decine di archivi sparsi in tutto il mondo. Determinante è il suo ruolo, insieme al biologo evoluzionista W. D. Hamilton nel rivalutare il caso del Marinaio di Manchester come il primo caso confermato di AIDS
Nel dicembre del 1997 il British Medical Journal pubblica una lettera di Hooper in cui viene descritto il caso di Arvid Noe, un marinaio di origine norvegese morto nel 1976 di AIDS. Nel 1998 viene accreditato fra gli autori di una lettera a Nature in cui si illustrano i risultati dell'amplificazione genetica mediante PCR delle tracce di HIV ritrovate in un campione di sangue prelevato a Kinshasa (allora Leopoldville, Congo belga), nel 1959 e ritenuto ancora oggi la prima traccia di HIV nell'uomo.

### The River
Dopo 7 anni di ricerca fra Africa, Europa e Stati Uniti, nel 1999 pubblica il libro The River: A journey back to the source of HIV and AIDS.. Hooper sostiene nel suo libro che nella produzione del vaccino di Koprowski siano stati utilizzati reni di scimpanzé e che questi fossero contaminati con uno o più ceppi di SIVcpz, il virus ritenuto progenitore dell'HIV-1.
Con il supporto di William Donald Hamilton, Hooper viene invitato a presentare i suoi risultati ad un meeting di discussione presso la Royal Society di Londra, la prima volta che un non-scienziato viene invitato come relatore in una simile conferenza. Il meeting slitta da maggio al settembre 2000, anche a causa della scomparsa di Hamilton. Alla conferenza, la presentazione e i dati di Hooper vengono pesantemente criticati.
Un anno dopo (settembre 2001) si tiene un'altra conferenza, all'Accademia Nazionale dei Lincei a Roma, ma le posizioni di Hooper vengono quasi completamente ignorate dalla stampa scientifica e non. Dal 2003, diversi articoli apparsi su prestigiose riviste scientifiche hanno attaccato la teoria del vaccino orale antipolio, definendola "definitivamente confutata". Hooper continua a tutt'oggi la sua ricerca e pubblica gli aggiornamenti attraverso il suo sito.